# Fabian Schär
Fabian Schär (Wil, Sankt Gallen kanton, 1991. december 20. –) svájci válogatott labdarúgó, az angol Newcastle United hátvédje. Posztját tekintve belsővédő.

## Statisztikái

### Klubcsapatokban
2018. május 28-án lett frissítve.
| Klub                   | Szezon           | League                 | League          | League | Kupa            | Kupa  | Európai         | Európai | Egyéb           | Egyéb | Összesen        | Összesen |
| Klub                   | Szezon           | Bajnokság              | Pályára lépések | Gólok  | Pályára lépések | Gólok | Pályára lépések | Gólok   | Pályára lépések | Gólok | Pályára lépések | Gólok    |
| ---------------------- | ---------------- | ---------------------- | --------------- | ------ | --------------- | ----- | --------------- | ------- | --------------- | ----- | --------------- | -------- |
| FC Wil                 | 2009–10          | Swiss Challenge League | 2               | 0      | 0               | 0     | —               | —       | —               | —     | 2               | 0        |
| FC Wil                 | 2010–11          | Swiss Challenge League | 24              | 4      | 1               | 0     | —               | —       | —               | —     | 25              | 4        |
| FC Wil                 | 2011–12          | Swiss Challenge League | 26              | 5      | 3               | 0     | —               | —       | —               | —     | 29              | 5        |
| FC Wil                 | összesen         | összesen               | 52              | 9      | 4               | 0     | —               | —       | —               | —     | 56              | 9        |
| FC Basel               | 2012–13          | Swiss Super League     | 21              | 4      | 3               | 0     | 14              | 4       | —               | —     | 38              | 8        |
| FC Basel               | 2013–14          | Swiss Super League     | 22              | 4      | 1               | 0     | 12              | 2       | —               | —     | 35              | 6        |
| FC Basel               | 2014–15          | Swiss Super League     | 30              | 1      | 4               | 0     | 7               | 0       | —               | —     | 41              | 1        |
| FC Basel               | összesen         | összesen               | 73              | 9      | 8               | 0     | 33              | 6       | —               | —     | 114             | 15       |
| 1899 Hoffenheim        | 2015–16          | Bundesliga             | 24              | 1      | 1               | 0     | —               | —       | —               | —     | 25              | 1        |
| 1899 Hoffenheim        | 2016–17          | Bundesliga             | 6               | 0      | 1               | 0     | —               | —       | —               | —     | 7               | 0        |
| 1899 Hoffenheim        | Összesen         | Összesen               | 30              | 1      | 2               | 0     | —               | —       | —               | —     | 32              | 1        |
| Deportivo de La Coruña | 2017–18          | La Liga                | 25              | 2      | 2               | 0     | —               | —       | —               | —     | 27              | 2        |
| Deportivo de La Coruña | Összesen         | Összesen               | 25              | 2      | 2               | 0     | —               | —       | —               | —     | 27              | 2        |
| Karrier összesen       | Karrier összesen | Karrier összesen       | 180             | 21     | 16              | 0     | 33              | 6       | —               | —     | 229             | 27       |

### A válogatottban
| Válogatott | Év       | Pályára lépés | Gól |
| ---------- | -------- | ------------- | --- |
| Svájc      | 2013     | 5             | 3   |
| Svájc      | 2014     | 5             | 1   |
| Svájc      | 2015     | 7             | 1   |
| Svájc      | 2016     | 11            | 2   |
| Svájc      | 2017     | 7             | 0   |
| Svájc      | 2018     | 12            | 0   |
| Svájc      | 2019     | 7             | 1   |
| Svájc      | 2020     | 4             | 0   |
| Svájc      | 2021     | 11            | 0   |
| Svájc      | 2022     | 6             | 0   |
| Svájc      | 2023     | 1             | 0   |
| Összesen   | Összesen | 76            | 8   |

#### Góljai a válogatottban
| # | Időpont              | Helyszín                                    | Ellenfél   | Gólok | Eredmény | Kiírás               |
| - | -------------------- | ------------------------------------------- | ---------- | ----- | -------- | -------------------- |
| 1 | 2013. szeptember 6.  | Stade de Suisse, Bern, Svájc                | Izland     | 2–1   | 4–4      | 2014-es VB-selejtező |
| 2 | 2013. szeptember 10. | Ullevaal Stadion, Oslo, Norvégia            | Norvégia   | 1–0   | 2–0      | 2014-es VB-selejtező |
| 3 | 2013. szeptember 10. | Ullevaal Stadion, Oslo, Norvégia            | Norvégia   | 2–0   | 2–0      | 2014-es VB-selejtező |
| 4 | 2014. november 15.   | AFG Aréna, Sankt Gallen, Svájc              | Litvánia   | 2–0   | 4–0      | 2016-os EB-selejtező |
| 5 | 2015. március 27.    | Swissporarena, Luzern, Svájc                | Észtország | 1–0   | 3–0      | 2016-os EB-selejtező |
| 6 | 2016. június 11.     | Stade Bollaert-Delelis, Lens, Franciaország | Albánia    | 1–0   | 1–0      | 2016-os EB           |
| 7 | 2016. október 10.    | Estadi Nacional, Andorra la Vella, Andorra  | Andorra    | 1–0   | 2–1      | 2018-as VB-selejtező |
| 8 | 2019. szeptember 5.  | Aviva Stadion, Dublin, Írország             | Írország   | 1–0   | 1–1      | 2020-as EB-selejtező |

## Sikerei, díjai

### Klubcsapatokban
- Basel
  - Svájci bajnok: 2012–13, 2013–14, 2014–15

### Egyéni
- Premier League – A hónap gólja: 2019 Február[3]